# Мадонна Террануова
Мадонна с младенцем, святым Иоанном и святым ребёнком — картина Рафаэля, закончена около 1504—1505 гг. Также известна как «Мадонна Террануова», по семье владельцев, итальянских герцогов Террануова. В 1854 году герцоги передали картину в Берлинскую картинную галерею, где она находится и сегодня.
Слева от Мадонны с Младенцем Христом изображён младенец Иоанн Креститель, справа — ещё один святой младенец. На ленте, которую держат Иисус и Иоанн Креститель надпись «Ecce Agnus Dei», («Вот Агнец Божий», Ин.1:29) — слова Иоанна Крестителя об Иисусе.
Картина принадлежит к раннему флорентийскому периоду Рафаэля. Как и в несколько более ранней «Мадонна Конестабиле», исследователи видят в «Мадонне Террануова» влияние Боттичелли (ср. «Мадонну с гранатом»). В отличие от «Мадонны Конестабиле» в «Мадонне Таррануова» также заметно влияние Леонардо.
Сохранился набросок головы Мадонны (Гравюрный кабинет, Берлин). Более того, композиция «Мадонны Террануова» близка к следующим рисункам Рафаэля:
- «Мадонна с Младенцем, св. Иоанном, св. Иосифом и ангелом» из коллекции Дворца изящных искусств (Лилль). Рисунок относится к концу пребывания Рафаэля в Умбрии, то есть, до «Мадонны Террануова».
- Мадонна с Младенцем и св. Иоанном, Британская королевская коллекция, серебряная игла; рисунок обычно приписывается Граначчи, однако Joannides с этой атрибуцией не согласен и считает рисунок работой самого Рафаэля[2].